# 埃爾米格峰
46°32′30.1″N 7°42′49.6″E / 46.541694°N 7.713778°E

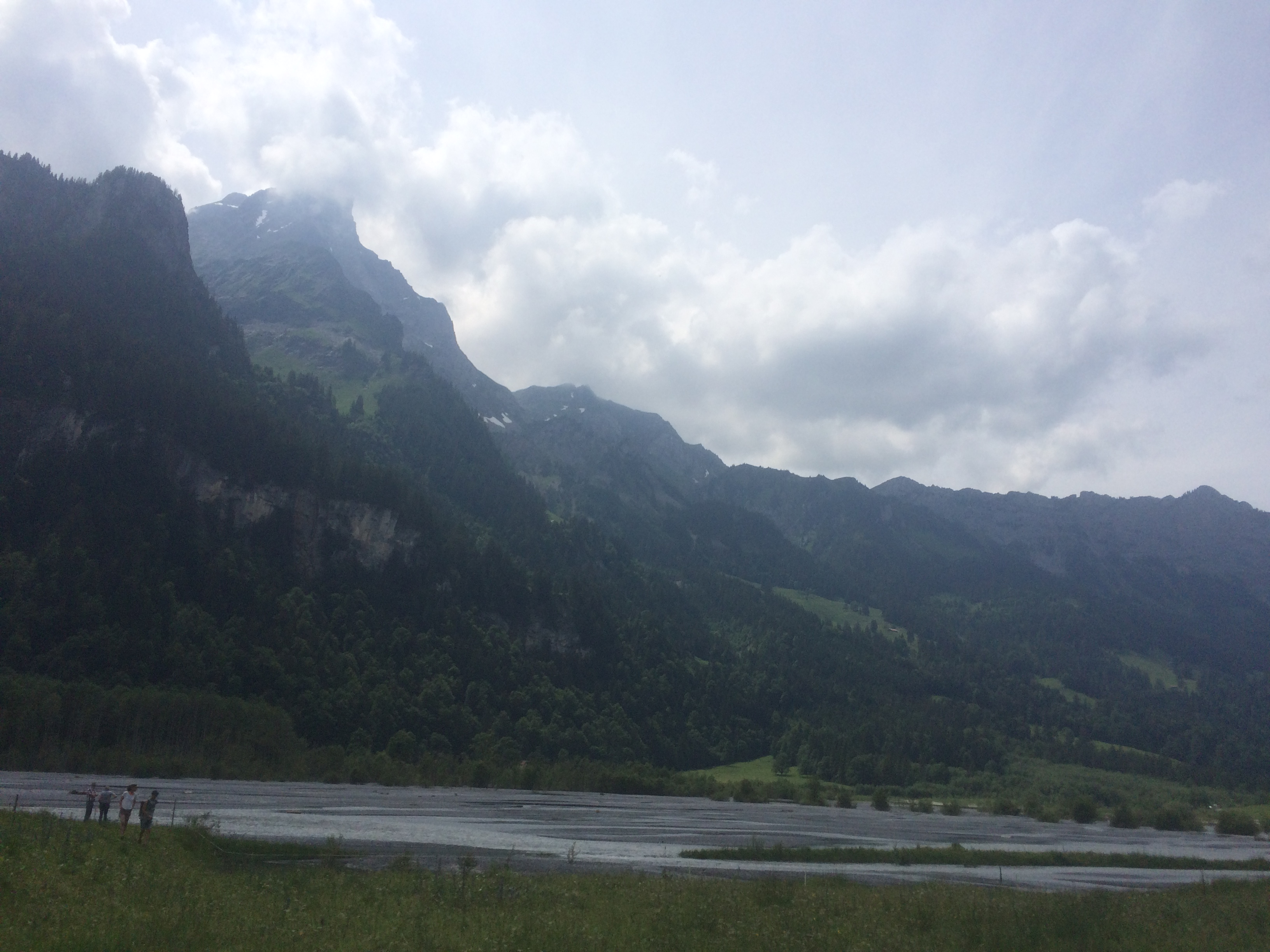

埃爾米格峰（德語：Ärmighorn）是瑞士伯恩州的山峰，位於該國南部，屬於伯尔尼山的一部分，海拔高度2,742米，每年平均降雨量1,585毫米。

## 外部連結
- Ärmighorn on Hikr （页面存档备份，存于）